# Linguistische Sprachberatung
Unter Sprachberatung wird in der Sprachwissenschaft allgemein jede (be)wertende Äußerung über Sprache verstanden, die auf Anfrage erfolgt. Im Gegensatz zur Sprachpflege, die traditionell eher von Laien betrieben wird – als Ausnahme erscheint die „Sprachpflege auf wissenschaftlicher Grundlage“, wie sie beispielsweise von der Gesellschaft für deutsche Sprache praktiziert wird –, setzt Sprachberatung in der Regel linguistische Expertise voraus.

## Terminologie
In der Bedeutung ›jede (be)wertende Äußerung über Sprache, die auf Anfrage erfolgt‹ unterscheidet sich die Sprachberatung erstens von der Sprachauskunft, die ebenfalls auf Anfrage, aber ohne Wertung erfolgt, zweitens von der Sprachkritik, die zwar bewertet, aber aus eigenem Antrieb (ohne Anfrage) geäußert wird, und drittens von der Sprachlehre, d. h. jeder Äußerung über Sprache, die ohne Wertung und aus eigenem Antrieb vorgenommen wird. Die Grenzen zwischen den vier Äußerungsmöglichkeiten werden als fließend angesehen. Diese Unterscheidung ist nicht unumstritten; teilweise wird unter Sprachkritik in einem weiten Sinne jede sprachreflexive Äußerung verstanden – der Terminus erscheint dann als gleichbedeutend oder nahezu gleichbedeutend mit Ausdrücken wie Sprachphilosophie oder Sprachtheorie –, teilweise auch in einem etwas engeren Sinne jede wertende Äußerung über Sprache, so dass Sprachkritik die Sprachberatung mitumfasst. Beispielsweise definiert das Forschungsprojekt Europäische Sprachkritik online „Sprachkritik als Praxis wertender Sprachreflexion“. In der (linguistisch fundierten) Sprachpflege kann Sprachberatung auch im weiteren Sinne für jede Art von Äußerung über Sprache stehen, die auf Anfrage erfolgt, so beispielsweise beim Sprachberatungsdienst der Gesellschaft für Deutsche Sprache: „Einer unserer Arbeitsschwerpunkte ist die Sprachberatung. Wir erteilen sowohl Privatpersonen als auch Firmen, Medien, Behörden und Institutionen Auskunft zu allen Fragen rund um die deutsche Sprache und zu sprachlichen Zweifelsfällen“. Teilweise sind auch die Grenzen zwischen Sprachberatung und Sprachförderung fließend.

## Gegenstände
Sprachberatung hat vielfach konkrete sprachliche Äußerungen (Akte der Parole) zum Gegenstand: Schreibungen, grammatische Konstruktionen, Textpassagen oder vollständige Texte. Doch auch Empfehlungen zu einer konkreten Einzelsprache (Langue), beispielsweise zum Erlernen einer bestimmten Fremdsprache, bzw. zu Sprachvarietäten können als Sprachberatung gelten.

## Bewertungskriterien
Jede Bewertung von Sprache, Sprachberatung (auf Anfrage) ebenso wie Sprachkritik (aus eigenem Antrieb) kann unterschiedliche Kriterien folgen:
- dem Quantitätskriterium (das thematisierte Sprachphänomen wird beurteilt als abweichend vom allgemeinen Sprachgebrauch),
- dem Intentionskriterium (das thematisierte Sprachphänomen wird beurteilt als gegen die Sprecher- oder Autorintention verstoßend oder sie nicht hinlänglich erfüllend),
- dem Erwartungskriterium (das thematisierte Sprachphänomen wird beurteilt als gegen die Erwartungshaltung des Adressaten verstoßend oder sie nicht hinlänglich erfüllend),
- dem thematischen Kriterium (das thematisierte Sprachphänomen wird beurteilt als unzulänglich in Bezug auf die sprachlich dargestellte Sache)
- dem Analogiekriterium (das in Rede stehende Sprachphänomen wird als gegen die Regeln des Sprachsystems verstoßend beurteilt).

Sprachberatung erfolgt in der Regel mit Blick auf eine sprachliche Norm, aber nicht notwendig im Dienste dieser Norm (da sie diese auch relativierend darstellen oder kritisieren kann). Häufig unterscheidet sich linguistische Sprachberatung von Sprachberatung durch Laien eben durch eine normkritische Herangehensweise. Neuere linguistische Ansätze vertreten allerdings nicht mehr uneingeschränkt die Auffassung, dass sich wissenschaftliche Auseinandersetzung mit Sprache und normenaffirmierende Sprachberatung notwendig ausschließen.